# 20780 Chanyikhei
20780 Chanyikhei (2000 RO11) là một tiểu hành tinh vành đai chính được phát hiện ngày 1 tháng 9 năm 2000 bởi nhóm nghiên cứu tiểu hành tinh gần Trái Đất phòng thí nghiệm Lincoln ở Socorro. Nó được đặt theo tên Chan Yik Hei, a science amateur from Hong Kong who achieved a Second Award in Engineering Category thuộc Giải thưởng Khoa học và Kỹ thuật Intel in 2004, under Ceres Connection program.